# Эксиллес
Эксиллес (итал. Exilles) — коммуна в Италии, располагается в регионе Пьемонт, в провинции Турин.
Население составляет 277 человек (2008 г.), плотность населения составляет 6 чел./км². Занимает площадь 44 км². Почтовый индекс — 10050. Телефонный код — 0122.
Покровителем коммуны почитается святой апостол Пётр, празднование 29 июня.

## Демография
Динамика населения:

## Города-побратимы
- Шато-Виль-Вьей, Франция

## Администрация коммуны
- Официальный сайт: http://www.comune.exilles.to.it/